# A történet
A történet (eredeti cím: The Tale) 2018-ban bemutatott amerikai film, amelyet Jennifer Fox rendezett.
A forgatókönyvet Jennifer Fox írta. A producerei Jennifer Fox, Oren Moverman, Laura Rister, Mynette Louie, Simone Pero, Lawrence Inglee, Sol Bondy, Regina K. Scully, Lynda Weinman és Reka Posta. A főszerepekben Laura Dern, Isabelle Nélisse, Elizabeth Debicki, Jason Ritter és Frances Conroy láthatók. A film zeneszerzője Ariel Marx. A film gyártója a Gamechanger Films, a Fork Films, az One Two Films, a WeatherVane Productions és a Blackbird Films, forgalmazója az HBO Films. Műfaja filmdráma.
Amerikában 2018. május 26-án, Magyarországon ? mutatták be az HBO-n.

## Szereplők
| Szereplő          | Színész           | Magyar hang      |
| ----------------- | ----------------- | ---------------- |
| Jennifer          | Laura Dern        | Bertalan Ágnes   |
| Jenny 13 évesen   | Isabelle Nélisse  | Vida Sára        |
| Nettie            | Ellen Burstyn     | Szabó Éva        |
| Nettie fiatalon   | Laura Allen       | Solecki Janka    |
| William P. Allens | John Heard        | Gyabronka József |
| Bill              | Jason Ritter      | Szatory Dávid    |
| Mrs. G idősebben  | Frances Conroy    | Szirtes Ági      |
| Mrs. G            | Elizabeth Debicki | Pálmai Anna      |
| Martin            | Common            | Sarádi Zsolt     |
| Rebecca           | Jodi Long         | Ősi Ildikó       |
| Aaron             | Matthew Rauch     | Zöld Csaba       |